# Europees kampioenschap voetbal 2020 (Groep A) Turkije - Italië
Dit artikel gaat over de wedstrijd in de groepsfase in groep A tussen Turkije en Italië die gespeeld werd op vrijdag 11 juni 2021 in het Stadio Olimpico te Rome tijdens het Europees kampioenschap voetbal 2020. Het duel was de openingswedstrijd van het toernooi.

## Voorafgaand aan de wedstrijd
- Turkije stond bij aanvang van het toernooi op de 29ste plaats van de FIFA-wereldranglijst. Zeventien Europese landen en zestien EK-deelnemers stonden boven Turkije op die lijst. Italië stond ondertussen op de zevende plaats van de FIFA-wereldranglijst. Vijf Europese landen en EK-deelnemers hadden op die ranglijst een hogere positie dan Italië.
- Voorafgaand aan deze wedstrijd troffen Turkije en Italië elkaar al tien keer eerder. Turkije won geen van die wedstrijden, Italië won zeven keer en drie keer eindigde het duel onbeslist. Eén keer speelden deze teams tegen elkaar op een groot eindtoernooi, op het EK 2000 in Arnhem, ook op 11 juni. Destijds won Italië met 1–2.
- Turkije speelde voor een vijfde keer op een Europees kampioenschap. Voor Italië was dit haar tiende deelname aan een EK-eindronde. Op het EK 2016 werd Turkije in de groepsfase uitgeschakeld na een derde plaats in groep D. Italië werd in de kwartfinales na strafschoppen uitgeschakeld door Duitsland.

## Wedstrijdgegevens[1]
| Datum                  | 11 juni 2021                                                                                       | 11 juni 2021                                                                                       |
| Wedstrijdnummer        | 1                                                                                                  | 1                                                                                                  |
| Stadion                | Stadio Olimpico, Rome                                                                              | Stadio Olimpico, Rome                                                                              |
| Toeschouwers           | 12.916                                                                                             | 12.916                                                                                             |
| Scheidsrechter         | Danny Makkelie                                                                                     | Danny Makkelie                                                                                     |
| Assistenten            | Hessel Steegstra Jan de Vries                                                                      | Hessel Steegstra Jan de Vries                                                                      |
| Vierde official        | Stéphanie Frappart                                                                                 | Stéphanie Frappart                                                                                 |
| Videoscheidsrechters   | Kevin Blom Pol van Boekel (assistent) Christian Gittelmann (assistent) Bastian Dankert (assistent) | Kevin Blom Pol van Boekel (assistent) Christian Gittelmann (assistent) Bastian Dankert (assistent) |
| Man van de wedstrijd   | Leonardo Spinazzola                                                                                | Leonardo Spinazzola                                                                                |
|                        | Turkije                                                                                            | Italië                                                                                             |
| Doelpunten             | 0                                                                                                  | 3                                                                                                  |
| Gele kaarten           | 2                                                                                                  | 0                                                                                                  |
| Rode kaarten           | 0                                                                                                  | 0                                                                                                  |
| Wissels                | 4                                                                                                  | 5                                                                                                  |
| Schoten op doel        | 0                                                                                                  | 8                                                                                                  |
| Schoten naast doel     | 1                                                                                                  | 11                                                                                                 |
| Overtredingen          | 10                                                                                                 | 8                                                                                                  |
| Hoekschoppen           | 2                                                                                                  | 8                                                                                                  |
| Buitenspel             | 2                                                                                                  | 4                                                                                                  |
| Passnauwkeurigheid (%) | 80                                                                                                 | 87                                                                                                 |
| Balbezit (%)           | 39                                                                                                 | 61                                                                                                 |

| Turkije | 0 – 3           | Italië |
| | goals (assists) | 53' (e.d.) Merih Demiral (Domenico Berardi) 66' Ciro Immobile (Leonardo Spinazzola) 79' Lorenzo Insigne (Ciro Immobile)                                                                                     |
| Şenol Güneş | bondscoach      | Roberto Mancini |
| Uğurcan Çakır Zeki Çelik Merih Demiral Çağlar Söyüncü Umut Meraş Okay Yokuşlu 65' Kenan Karaman 76' Ozan Tufan 64' Yusuf Yazıcı 46' Hakan Çalhanoğlu Burak Yılmaz | opstellingen    | Gianluigi Donnarumma Alessandro Florenzi 46' Leonardo Bonucci Giorgio Chiellini Leonardo Spinazzola Nicolò Barella Jorginho Manuel Locatelli 74' Domenico Berardi 85' Ciro Immobile 81' Lorenzo Insigne 81' |
| Cengiz Ünder 46' Kaan Ayhan 64' İrfan Can Kahveci 65' Halil Dervişoğlu 76'                                                                                        | wissels         | 46' Giovanni Di Lorenzo 74' Bryan Cristante 81' Federico Chiesa 81' Andrea Belotti 85' Federico Bernardeschi                                                                                                |
| Çağlar Söyüncü 88' Halil Dervişoğlu 90' | gele kaarten    | |
| | rode kaarten    | |